# Liste der Meister der Armenischen SSR im Schach
Diese Liste zählt die Meister der Armenischen SSR im Schach auf. Die letzte Meisterschaft fand 1991 statt.
|     | Jahr | Meister                                           | Frauenmeisterin                             |
| --- | ---- | ------------------------------------------------- | ------------------------------------------- |
| 1.  | 1934 | Genrich Gasparjan                                 | 1. Sirush Makints – Margarita Mirza-Avagjan |
| 2.  | 1938 | Genrich Gasparjan, Alexandr Doluchanjan           |                                             |
| 3.  | 1939 | Alexandr Doluchanjan                              | 2. Lusik Kalashjan                          |
| 4.  | 1941 | Loris Kalaschjan, Vasgen Karapetjan               | 3. Silva Karapetjan                         |
| 5.  | 1945 | Alexandr Kalantar                                 |                                             |
| 6.  | 1946 | Tigran Petrosjan                                  |                                             |
| 7.  | 1947 | Tigran Petrosjan, Genrich Gasparjan               |                                             |
| 8.  | 1948 | Tigran Petrosjan, Genrich Gasparjan               |                                             |
| 9.  | 1949 | Genrich Gasparjan                                 | 4. Alis Aslanjan                            |
| 10. | 1950 | Genrich Gasparjan                                 | 5. Rima Manukjan                            |
| 11. | 1951 | Genrich Gasparjan                                 | 6. Marieta Melk-Pashajan                    |
| 12. | 1952 | Wladimir Goldin                                   | 7. Marieta Melk-Pashajan                    |
| 13. | 1953 | Arzrun Sarkissjan                                 | 8. Nefelina Marjanjan                       |
| 14. | 1954 | Genrich Gasparjan                                 | 9. Nefelina Marjanjan                       |
| 15. | 1955 | Genrich Gasparjan                                 | 10. Rima Manukjan                           |
| 16. | 1956 | Genrich Gasparjan                                 | 11. Marlena Vardanjan                       |
| 17. | 1957 | Nikolai Mjasnikow                                 | 12. Galina Lyapunova                        |
| 18. | 1958 | Eduard Mnazakanjan                                | 13. Galina Lyapunova                        |
| 19. | 1959 | Eduard Mnazakanjan                                | 14. Galina Lyapunova                        |
| 20. | 1960 | Eduard Mnazakanjan                                | 15. Galina Lyapunova                        |
| 21. | 1961 | Vanik Sakarjan, Arzrun Sarkissjan                 | 16. Galina Lyapunova                        |
| 22. | 1962 | Eduard Mnazakanjan                                | 17. Marlena Vardanjan                       |
| 23. | 1963 | Adolf Demirchanjan                                | 18. Venera Boiakhchjan                      |
| 24. | 1964 | Lewon Grigorjan                                   | 19. Marlena Vardanjan – Tamara Boiakhchjan  |
| 25. | 1965 | Adolf Demirchanjan                                | 20. Tamara Boiakhchjan – Venera Boiakhchjan |
| 26. | 1966 | Lewon Grigorjan                                   | 21. Tamara Boiakhchjan                      |
| 27. | 1967 | Eduard Mnazakanjan                                | 22. Armenuhi Mehrabjan                      |
| 28. | 1968 | Lewon Grigorjan                                   | 23. Tamara Boiakhchjan – Venera Boiakhchjan |
| 29. | 1969 | Lewon Grigorjan, Karen Grigorjan                  | 24. Tamara Boiakhchjan                      |
| 30. | 1970 | Karen Grigorjan                                   | 25. Maira Agababean                         |
| 31. | 1971 | Lewon Grigorjan                                   | 26. Tamara Boiakhchjan                      |
| 32. | 1972 | Lewon Grigorjan, Karen Grigorjan                  | 27. Tamara Boiakhchjan – Anna Hakobjan      |
| 33. | 1973 | Albert Arutjunow                                  | 28. Vera Ghazarjan                          |
| 34. | 1974 | Arschak Petrosjan                                 | 29. Vera Ghazarjan                          |
| 35. | 1975 | Vahagn Voskanjan                                  | 30. Erna Khalafjan                          |
| 36. | 1976 | Arschak Petrosjan, Vanik Sakarjan, Gagik Hakobjan | 31. Anna Hakobjan                           |
| 37. | 1977 | Albert Arutjunow                                  | 32. Hasmik Babajan                          |
| 38. | 1978 | Smbat Lputjan                                     | 33. Anna Hakobjan                           |
| 39. | 1979 | Slawik Movsissjan                                 | 34. Erna Khalafjan                          |
| 40. | 1980 | Smbat Lputjan                                     | 35. Meri Mangrjan                           |
| 41. | 1981 | Wladimir Schabojan, Karen Movsissjan              | 36. Erna Khalafjan                          |
| 42. | 1982 | Hratschik Tavadjan                                | 37. Meri Mangrjan                           |
| 43. | 1983 | Aschot Anastassjan                                | 38. Erna Khalafjan                          |
| 44. | 1984 | Wladimir Schabojan                                | 39. Ludmila Aslanjan                        |
| 45. | 1985 | Aschot Anastassjan                                | 40. Nune Abrahamjan                         |
| 46. | 1986 | Aschot Anastassjan                                | 41. Ludmila Aslanjan                        |
| 47. | 1987 | Aschot Anastassjan                                | 42. Ludmila Aslanjan                        |
| 48. | 1988 | Aschot Anastassjan                                | 43. Erna Khalafjan                          |
| 49. | 1989 | Armen Amburzamjan                                 | 44. Erna Khalafjan                          |
| 50. | 1990 | Artasches Minassjan                               | 45. Erna Khalafjan                          |
| 51. | 1991 | Sergej Galdunz                                    | 46. Ludmila Aslanjan                        |

## Quelle
Armenischer Schachverband (Memento vom 13. März 2016 im Internet Archive)